# Idioma batac
El batac es un idioma perteneciente a las lenguas paragüeñas. Se habla en la provincia filipina de Las Paraguas y es la lengua materna del pueblo batac. Según el censo de 1990, tiene 2040 hablantes. También se denomina como batac paragüeño o batac filipino para distinguirlo de las lenguas bataques de Indonesia.